# Brachypelma auratum

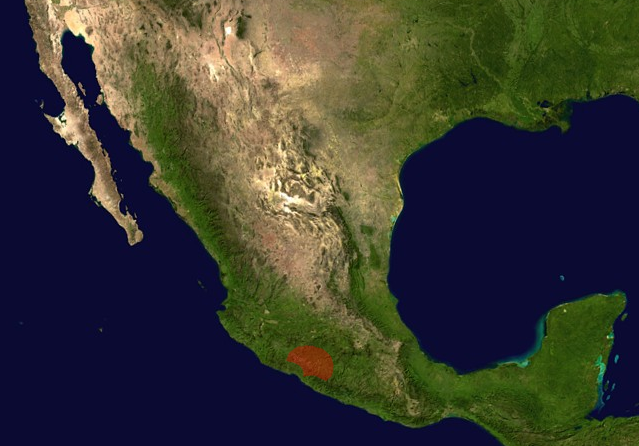
Verbreitung

Brachypelma auratum (auch Rotbeinvogelspinne) ist eine mexikanische Vogelspinnen-Art, die in den Staaten Guerrero und Michoacán vorkommt.

## Beschreibung
Die maximale Körperlänge der Weibchen beträgt acht Zentimeter. Farblich erinnert diese Art an die Mexikanische Rotknie-Vogelspinne (Brachypelma smithi) und wurde deshalb früher als Unterart („Hochlandsmithi“) angesehen. 1992 wurde sie von Günter Schmidt systematisch als eigene Art geführt. Sie ist etwas dunkler gefärbt. Auf den Patellen (Knie) hat sie eine flammenartige rote Zeichnung, die ihr im englischen Sprachraum den Namen „Flame Knee“ („Flammenknie“) einbrachte. Es ist eine robuste, kräftige Art, die als recht anpassungsfähig gilt.

## Vorkommen und Lebensweise
Brachypelma auratum bevorzugt mit Felsen durchsetzte Bergwälder bis in 1000 Meter Höhe, kommt aber auch in tiefer liegenden Gebieten vor. Die Siedlungsgebiete sind jahreszeitlich sehr trocken. Die ersten Exemplare wurden im Hochland von Mexiko-Stadt gefangen. Bei seltenen und heftigen Regenfällen fliehen die Tiere aus ihren überfluteten Wohnröhren. Einige Tiere leben in Abbruchkanten des Straßenbaus.